# Grand Prix der Volksmusik 1994
Der neunte Grand Prix der Volksmusik fand am 2. Juli 1994 in Zürich (Schweiz) statt. Teilnehmerländer waren wie in den Vorjahren Deutschland, Österreich und die Schweiz. Wie bereits seit 1989 wurde auch in diesem Jahr in jedem Land zuvor eine öffentliche Vorentscheidung im Fernsehen durchgeführt. Dabei wurden jeweils 5 Titel für das Finale ermittelt. Die schweizerische Vorentscheidung fand am 2. April in Interlaken, die deutsche am 17. April in Rostock und die österreichische am 23. April in Steyr statt. Die Veranstaltungen, zu denen jeweils eine CD mit allen Teilnehmern erschien, wurden live übertragen.
Das Finale wurde von der SRG im Rahmen einer Eurovisionssendung aus Zürich übertragen und vom ZDF und ORF übernommen. Moderatoren waren wieder Carolin Reiber (Deutschland), Karl Moik (Österreich) und Sepp Trütsch (Schweiz), die bereits durch die jeweiligen Vorentscheidungen ihres Landes führten. Die Startfolge der Titel und Länder war zuvor ausgelost worden. Nach Vorstellung der Titel ermittelten mehrere Jurys aus den Teilnehmerländern ihren Favorit, wobei die Titel des eigenen Landes nicht bewertet werden durften.
Am Ende der Wertung standen dann Henry Arland mit Hansi und Maxi als Sieger des Grand Prix der Volksmusik 1994 fest. Ihr Titel Echo der Berge hatte Henry Arland selbst komponiert. Damit holte Henry Arland mit seinen Söhnen Hansi und Maxi nach dem Original Naabtal Duo (1988), den Kastelruther Spatzen (1990) und Stefanie Hertel (1992) zum vierten Mal den Sieg des Grand Prix nach Deutschland.
Als Austragungsort des nächsten Grand Prix der Volksmusik 1995 wurde unabhängig vom Land des Siegers Wien festgelegt.

## Die Platzierung der schweizerischen Vorentscheidung 1994
Die ersten fünf Titel kamen ins Finale.
| Startnr.          | Interpret                  | Titel                              | Platz              | Punkte             |
| ----------------- | -------------------------- | ---------------------------------- | ------------------ | ------------------ |
| 06                | Vreni und Rudi             | Ein liebes Wort                    | 01.                | 2.742              |
| 14                | Vreni und Franz Stadelmann | Mir singe eis wo allo chöi         | 02.                | 2.484              |
| 12                | Janine                     | Heimat                             | 03.                | 2.330              |
| 13                | Die Casanovas              | Immer wieder dieser Maier          | 04.                | 2.096              |
| 08                | Alpina Quintett            | Viva nos Grischun                  | 05.                | 1.788              |
| 05                | Walty                      | Auf dich kommt eine Menge Liebe zu | 06.                | 1.446              |
| 10                | Toni Aigner                | Muesch nid briegge                 | 07.                | 1.178              |
| 02                | Clarinos                   | Über tausend Gipfeln               | 08.                | 1.086              |
| 15                | Piera Martell              | Säg doch, es tuet mer leid         | 09.                | 0996               |
| 01                | Schilcher-Buebe            | Fegt doch vor Eurer Tür            | 10.                | 0880               |
| 09                | Stixi und Sonja            | Mein Sonnenschein                  | 11.                | 0846               |
| 07                | Louis Menar                | Ich mach vor Freud en Purzelbaum   | 12.                | 0764               |
| 11                | Kapfenburger Quintett      | Am Morge go schaffe                | 13.                | 0754               |
| 04                | Romanze                    | Bergbrise                          | 14.                | 0392               |
| 03                | Kaiserwälder Musketiere    | Tasten Galopp                      | 15.                | 0236               |
| Veranstaltungsort | Veranstaltungsort          | Kursaal Interlaken                 | Kursaal Interlaken | Kursaal Interlaken |

° wurde wohl disqualifiziert, daher nahm der Titel auf Platz 6 am internationalen Wettbewerb teil

## Die Platzierung der deutschen Vorentscheidung 1994
Die ersten fünf Titel kamen ins Finale.
| Startnr.          | Interpret                       | Titel                                    | Platz              | %                  | Musik              | Text               |
| ----------------- | ------------------------------- | ---------------------------------------- | ------------------ | ------------------ | ------------------ | ------------------ |
| 11                | Henry Arland mit Hansi und Maxi | Echo der Berge                           | 01.                | 24,4               |                    |                    |
| 14                | Hans Clarin und Maxie           | Das Mädchen und der Clown                | 02.                | 16,0               |                    |                    |
| 05                | Heimatduo Judith und Mel        | Danke für alles                          | 03.                | 14,8               |                    |                    |
| 15                | Gaby Albrecht                   | Ein neuer Tag – ein neues Leben          | 04.                | 06,5               |                    |                    |
| 08                | Stefan Mross                    | Heilige Berge (Montagne sante)           | 05.                | 06,0               | Ralph Siegel       |                    |
| 01                | Wolfgang Edenharder             | Die Welt voll Bananenschal'n             | 06.                | 05,8               |                    |                    |
| 07                | Margot Eskens                   | Nur eine Mutter weiß, wo Honolulu liegt  | 07.                | 05,1               |                    |                    |
| 03                | Duo Thomasius                   | Thüringer Wald                           | 08.                | 03,8               |                    |                    |
| 09                | Die Kohlhofers                  | Dann hat der Herrgott die Madeln gemacht | 09.                | 03,6               |                    |                    |
| 04                | Edward Simoni                   | Märchenwald                              | 10.                | 03,5               |                    |                    |
| 13                | Frank Faber                     | Die Windjammer kommen                    | 11.                | 02,8               |                    |                    |
| 02                | Mara Kayser                     | Via Mala                                 | 12.                | 02,3               |                    |                    |
| 12                | Duo Wörle                       | Ein fröhliches Gesicht                   | 13.                | 02,2               |                    |                    |
| 06                | De Dröppcher                    | Et Glöck op d’r Welt                     | 14.                | 02,0               |                    |                    |
| 10                | Nordwind                        | Kleiner Künstler                         | 15.                | 01,2               |                    |                    |
| Veranstaltungsort | Veranstaltungsort               | Stadthalle Rostock                       | Stadthalle Rostock | Stadthalle Rostock | Stadthalle Rostock | Stadthalle Rostock |

## Die Platzierung der österreichischen Vorentscheidung 1994
Die ersten fünf Titel kamen ins Finale.
| Startnr.          | Interpret                           | Titel                          | Platz           | Punkte          |
| ----------------- | ----------------------------------- | ------------------------------ | --------------- | --------------- |
| 15                | Helga Gruber                        | Jeden Tag ein kleines Glück    | 01.             | 81              |
| 14                | Alpenrebellen                       | Die Leut am Land               | 02.             | 71              |
| 06                | Bianca Fuchs                        | Die bunten Träume der Kindheit | 03.             | 66              |
| 08                | Original Zillertaler Nachtschwärmer | Ja, wenn ich dich nicht hätt   | 04.             | 60              |
| 03                | Raabtal Dirndln                     | Schuld war nur des Busserl     | 05.             | 50              |
| 09                | Anni Jäger                          | Der Mann mit der Posaune       | 06.             | 38              |
| 07                | Die Kolibris                        | Kleiner Kolibri                | 07.             | 36              |
| 11                | Kitzbühler Dirndln                  | Ja, du woaßt, daß i di mag     | 08.             | 34              |
| 04                | Friedbert Kerschbaumer              | Natascha                       | 09.             | 19              |
| 01                | Ernie & Maria                       | Musik küßt Tränen vom Gesicht  | 10.             | 18              |
| 02                | Die Mooskirchner                    | Lachen ist gesund              | 11.             | 15              |
| 05                | Blumi und die Turracher             | Wadlstampfer                   | 12.             | 13              |
| 13                | Die Ost-Steierer                    | Las Vegas                      | 13.             | 10              |
| 12                | Wolfgang Herrmann                   | D’rum halt ma z’samm           | 14.             | 07              |
| 10                | The voice company                   | Da Mahda                       | 15.             | 04              |
| Veranstaltungsort | Veranstaltungsort                   | ATV-Halle Steyr                | ATV-Halle Steyr | ATV-Halle Steyr |

## Die Platzierung des Grand Prix der Volksmusik 1994
| Startnr.          | Land              | Interpret                       | Titel                                 | Platz                         | Punkte                        |
| ----------------- | ----------------- | ------------------------------- | ------------------------------------- | ----------------------------- | ----------------------------- |
| 02                | D                 | Henry Arland mit Hansi und Maxi | Echo der Berge                        | 01.                           | 65                            |
| 14                | D                 | Stefan Mross                    | Heilige Berge (Montagne sante)        | 02.                           | 52                            |
| 09                | A                 | Alpenrebellen                   | Die Leut’ am Land                     | 03.                           | 49                            |
| 01                | CH                | Vreni und Rudi                  | Ein liebes Wort                       | 04.                           | 48                            |
| 12                | A                 | Zillertaler Nachtschwärmer      | Ja, wenn ich dich nicht hätt          | 05.                           | 39                            |
| 10                | CH                | Die Casanovas                   | Immer wieder dieser Maier             | 06.                           | 35                            |
| 15                | A                 | Bianca Fuchs                    | Die bunten Träume der Kindheit        | 07.                           | 28                            |
| 08                | D                 | Hans Clarin mit Maxie           | Das Mädchen und der Clown             | 08.                           | 22                            |
| 03                | A                 | Raabtal Dirndln                 | Schuld war nur des Busserl            | 09.                           | 20                            |
| 11                | D                 | Heimatduo Judith und Mel        | Danke für alles                       | 10.                           | 19                            |
| 04                | CH                | Walty                           | Auf dich kommt eine ganze Menge Liebe | 11.                           | 18                            |
| 07                | CH                | Alpina Quintett                 | Viva nos Grischun                     | 11.                           | 18                            |
| 06                | A                 | Helga Gruber                    | Jeden Tag ein kleines Glück           | 13.                           | 18                            |
| 05                | D                 | Gaby Albrecht                   | Ein neuer Tag – ein neues Leben       | 14.                           | 08                            |
| 13                | CH                | Janine                          | Heimat                                | 14.                           | 08                            |
| Veranstaltungsort | Veranstaltungsort | Hallenstadion Zürich, Schweiz   | Hallenstadion Zürich, Schweiz         | Hallenstadion Zürich, Schweiz | Hallenstadion Zürich, Schweiz |

Die Titel erschienen auch auf einer CD.